# Graphosia quadrilineata
Graphosia quadrilineata är en fjärilsart som beskrevs av Rothschild 1912. Graphosia quadrilineata ingår i släktet Graphosia och familjen björnspinnare. Inga underarter finns listade i Catalogue of Life.